# Sacrament of Wilderness
«Sacrament of Wilderness» (с англ. — «Таинство природы») — второй сингл симфоник-метал-группы Nightwish и первый c альбома Oceanborn.
Кроме песни «Sacrament of Wilderness» на диск были включены две песни других финских рок-групп: Darkwoods My Betrothed и Eternal Tears of Sorrow.

## Список композиций
1. «Sacrament of Wilderness»
2. «The Crow and the Warrior» (Darkwoods My Betrothed)
3. «Burning Flames’ Embrace» (Eternal Tears of Sorrow)

## Видеоклип
Видеоклип «Sacrament of Wilderness» был снят в 1998 году. Концертное видео, записанное во время одного из первых — клубных, андерграундных — выступлений Nightwish, в исходном виде снято на любительскую видеокамеру. Видеоклип включён в сборник Wishmastour 2000.

## Состав
- Туомас Холопайнен — клавишные
- Тарья Турунен — вокал
- Эрно Вуоринен — гитара
- Юкка Невалайнен — ударные
- Сами Вянскя — бас-гитара